# 372 Palma
A 372 Palma (ideiglenes jelöléssel 1893 AH) a Naprendszer kisbolygóövében található aszteroida. Auguste Charlois fedezte fel 1893. augusztus 19-én.